# Harold Dückers
Harold Dückers (Blerick, 2 juni 1968) is een voormalig Nederlands fotomodel en acteur.

## Biografie
Dückers werd als bakkerszoon geboren in Blerick, gemeente Venlo en nam op de middelbare school al deel aan het schooltheater. Na zijn studententijd in Wageningen werd hij een veelgevraagd fotomodel en acteur in zowel binnen- als buitenland. In Amsterdam, Düsseldorf, Antwerpen, Brussel en Milaan stond hij begin jaren negentig van de vorige eeuw al op de catwalk en voor de camera voor onder meer Versace en Giorgio Armani. Verder was hij in die tijd te zien in reclamespotjes voor Bavaria, Rabobank, Starline sauna’s en zwembaden, in twee videoclips van 2 Brothers on the 4th Floor en in het televisieprogramma Home Sweet Home.
Dückers volgde acteerlessen aan de Theaterschool in Utrecht. Hij speelde een kleine rol in de KRO-drama serie De Partizanen (1994) met onder anderen Huub Stapel, die hem tijdens de opnames adviseerde contact op te nemen met casting director Harry Klooster. Hierop volgden gastrollen in de soap Goede tijden, slechte tijden (1995 en 1996) en in de comedy Zonder Ernst (1995) met Ellen Vogel, Hugo Metsers en Sjoukje Hooymaayer. Vervolgens werd hij in 1996 wederom door Harry Klooster gecast voor de SBS6-soap Goudkust. In deze soap was hij de eerste vier seizoenen zeer regelmatig te zien in de vaste bijrol van café-eigenaar Marc Visser.
In de jaren die volgden na Goudkust was Dückers voornamelijk in het theater te vinden.
In de jaren 2006 tot 2009 verscheen Dückers veelvuldig in landelijke reclamefilmpjes van onder meer Philips, Rabobank, Frisia Financieringen, Audi, Hans Anders en Univé. Daarnaast speelde hij in 2007 een hoofdrol naast Robert de la Haye en Serge-Henri Valcke in de korte film Job van regisseur Arian Stoetzer en vertolkte hij onder meer gastrollen in series als De Hemelpaort, Nederlanders aan het werk en Goede tijden, slechte tijden.
In 2009 werd Dückers het vaste gezicht in de e-learningmodules van ABC Taxikeurmerkadvies & Trainingen te Rotterdam en Sociaal Fonds Taxi. 
Daarnaast speelde hij in oktober van dat jaar een rol in een aflevering van Expeditie Limburg, een gedramatiseerde reconstructie geproduceerd en geregisseerd door Robin Peeters van Mosasaurusfilm.
Deze bijdrage leverde hem in 2010 de hoofdrol op als Eugène Dubois in de eveneens door Mosasaurusfilm geproduceerde educatieve documentaire Dubois - De zoektocht naar de ontbrekende schakel. Ook speelde hij in dat jaar naast onder anderen Filip Bolluyt, Monique Rosier, Carolien van den Berg, Ilse Heus, Robin Rienstra en Lucien van Geffen een rol in de pilot van miniserie Het Imperium geproduceerd door Messercola TV Producties en geregisseerd door Karim Traïdia.
In 2011 verscheen Dückers als "roman-dokter" in een reclameboodschap van een datingsite en prees hij in een andere reclameboodschap de smaak en gezondheid van een peer aan. Verder was hij dat jaar te zien als Romeinse ridder in de educatieve documentaire De Gouden Peelhelm van Mosasaurusfilm en werkte hij wederom als acteur en presentator samen met onder anderen actrice Coby Timp en presentatrice Ria Bremer in diverse nieuwe e-learningmodules voor ABC Taxikeurmerkadvies & Trainingen en Sociaal Fonds Taxi.
In 2012 was Dückers als goede vriend van zangeres Desray te zien in haar Inner-Circle-team bij The Winner is... op SBS6 en verscheen hij wederom in diverse landelijke reclamefims, onder meer van een beddengigant, een toetjesfabrikant, een kledingdiscounter, een chips- en zoutjesfabrikant en een mobiele aanbieder.
In 2013 verscheen Dückers als arts in de miniserie Het imperium op RTL 8 en was hij te zien in de diverse Nederlandse series van Net5.
Begin 2014 verzorgde hij op 45-jarige leeftijd publicaties in twee grote Amerikaanse modebladen. Foto's van hem verschenen in de decemberuitgave van Dark Beauty Magazine en in het januarinummer van "Fashion Faces Magazine".
Op televisie was hij te zien in een aflevering van Life4You, waarin hij op de catwalk kleding showde van Johan Derksen.
Daarnaast speelde hij een hoofdrol in de videoclip van de single "Ik proost met jou" van Gerard Joling en was hij te zien als vader in de jeugdserie Brugklas uitgezonden door Zapp op Nederland 3. In de zomer van 2014 ging de jeugdfilm De bende van Urk in première, waarin Dückers de rol van de sinistere en onvoorspelbare gangsterbaas Egbert speelt en in 2015 was hij te zien als vader en horrorclown in de speelfilm "Morgen word ik wakker".
In 2016 en 2017 speelde Dückers de rol van John, vader van hoofdpersonage Liz, in 2 seizoenen van de jeugdserie Just Like Me! op Disney Channel.
Verder had hij in 2017 een hoofdrol in de film "Als de Wind haar naam fluistert" en de Sinterklaasfilm "Het Pepernoot Mysterie".
Sinds 2018 is Dückers niet meer actief als acteur. Hij werkt tegenwoordig als hoofd van de receptie in een theaterhotel.

## Filmografie

### Televisie
- Just Like Me! - Disney Channel - Diverse afleveringen - John, vader van Liz (2016-2017)
- Brugklas - Aflevering 25: "Ontstaan Schoolband" - Vader van Leon (juni 2014)
- Videoclip Gerard Joling - "Ik proost met jou" - Hoofdrol koppel (maart 2014)
- Life4You - Modeshow Johan Derksen (maart 2014)
- Expeditie Limburg "De Gouden Peelhelm" - Romeinse ridder (mei 2013)
- Expeditie Limburg "Dubois - De zoektocht naar de ontbrekende schakel" - Eugène Dubois (april-mei 2013)
- Dokters - Bart Roosendaal (april 2013)
- Achter Gesloten Deuren - Fotograaf Sander (maart 2013)
- Het Imperium - Arts (maart 2013)
- Betrapt in de Liefde - Edward (maart 2013)
- The Winner is... - Inner-Circle-team Desray (2012)
- Expeditie Limburg - Boer (oktober 2009)
- Goede tijden, slechte tijden - Uitgever Stokkel (februari 2008)
- Nederlanders aan het werk - Arbomedewerker (mei 2007)
- De Hemelpaort - Gastrol (oktober 2006)
- Videoclip 2 Brothers on the 4th Floor - "Do You Know" - Zakenman in metro (maart 1998)
- Videoclip 2 Brothers on the 4th Floor - "There's a Key" - Punk (oktober 1996)
- Goudkust - Marc Visser - 4 seizoenen (1996-1999)
- Goede tijden, slechte tijden - Sybrand van Laren (1996)
- Zonder Ernst - Gastrol fotomodel (1995)
- Goede tijden, slechte tijden - Victor (1995)
- De Partizanen - Duitse krijgsgevangene (1994)

### Reclamewerk
- BMW van Hooff (2013) - Klant
- Vodafone / RTL (2012) - Billboard RTL The voice of Holland - Vader
- Vodafone / RTL (2012) - Billboard RTL The voice of Holland: Singing Sunday - Vader
- Lay's Chips / RTL (2012) - Promo RTL Beat the Best - Vader
- Bristol (2012) - Vader
- Flex-i-Trans (2012) - Bedrijfsfilm - Chauffeur
- Bristol (2012) - Billboard RTL Holland's Got Talent - Vader
- Dr. Oetker (2012) - Billboard RTL Boulevard en Goede tijden, slechte tijden
- Swiss Sense (2012) - Man in bed
- Conference Peren (2011) - Billboard Weer RTL 4 - Vader op Spinning Bike
- Mrs & Mr Right (2011) - Dating single
- Relatieplanet (2011) - Stop met dromen - Dokter in doktersroman
- Flex-i-Trans (2011) - Chauffeur
- USG People (2010) - Comedy bedrijfsfilm - Bertrand de Waal
- Taxitronic (2010) - Instructeur
- Flex-i-Trans (2009) - Bedrijfsfilm - Taxichauffeur
- RMC (2009) - Instructeur
- Univé (2009) - Hypotheekadviseur
- XSSTock (2008) - Zakenman
- Poulissen Audio en video (2008) - Klant
- Frisia Financieringen (2008) - Peter Boersma
- Audi (2007) - Zakenman
- Hans Anders (2007) - Kelner
- Philips (2006) - Zakenman
- Rabobank "Triple A-team" (2006) - Bankmedewerker
- Starline Zwembaden (2004) - Klant
- Starline Sauna's (2002) - Klant
- Bavaria bier (1994) - Cafébezoeker

### Film
- Het Pepernoot Mysterie (2017) - Boef Donny Capo
- Als de Wind haar naam fluistert (2017) - Vincent
- Morgen word ik wakker (2015) - Vader/horrorclown
- De bende van Urk (2014) - Egbert gangsterbaas
- Job (2007) - Job

### Theater
- Kelderkrijger (2015) - Dr. Peter van Beek
- Noow geit ut gebeure - Blerickse Revue (2008) - Hassan/volkszanger
- Altiéd ‘tzelfde leedje - Venlose Revue (2005-2006) - Urbaan
- ’t Bad (2004) - Theo
- De Versjrumpeling (2003) - Raymond v/d Kamp
- De Furie van Venlo (2001) - Frits